# Merlin's Cave
Merlin's Cave (« Grotte de Merlin ») est le surnom d'une grotte située en dessous du château de Tintagel, à 5 km au sud-ouest de Boscastle, en Cornouailles (Angleterre). Elle s'étend sur 100 mètres en passant à travers Tintagel Island, vers Tintagel Haven. 

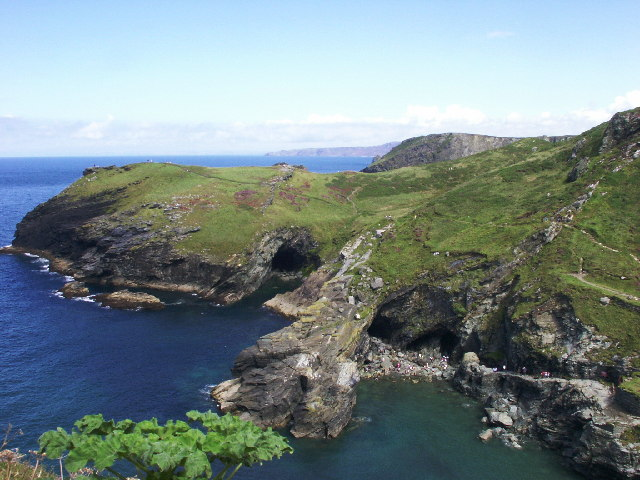
Merlin's Cave près du château de Tintagel, en Cornouailles.

Tennyson a rendu Merlin's Cave célèbre dans Idylls of the King, en décrivant les vagues qui portent le bébé Arthur vers la rive et Merlin le portant en sécurité. 
Cette grotte est devenue un site rituel néopaganiste, réputé être « un point focal pour la révélation » et « un endroit pour se connecter avec les énergies féminines essentielles », en relation avec une déesse de la Terre